# Maricica Puică
Maricica Puică (Rumania, 29 de julio de 1950) es una atleta retirada rumana, especializada en la prueba de 3000 m en la que llegó a ser campeona olímpica en 1984 y subcampeona mundial en 1987.

## Carrera deportiva
En los JJ. OO. de Los Ángeles 1984 ganó el oro en los 3000 metros, y el bronce en los 1500 metros.
Tres años más tarde, en el Mundial de Roma 1987 ganó la medalla de plata en los 3000 metros, con un tiempo de 8:39.45 segundos, llegando a la meta tras la soviética Tetyana Samolenko y por delante de la alemana Ulrike Bruns.